# استپانوفکا (شهرستان آسکینسکی، باشقیرستان)
استپانوفکا (به لاتین: Stepanovka) یک منطقهٔ مسکونی در روسیه است که در باشقیرستان واقع شده‌است.